# Knut Unertl
Knut Unertl (* 26. September 1952 in Bruckmühl; † 26. Oktober 2023 in Menzingen) war ein deutscher Oboist und Musikpädagoge.

## Leben
Knut Unertl begann seine musikalische Ausbildung bei Hans Kull. Noch während der Schulzeit war er Jungstudent bei Heinz Holliger an der Freiburger Hochschule für Musik, bei dem er dann auch später sein Vollstudium absolvierte und 1975 abschloss. Anschließend führte er seine künstlerische Ausbildung bei Georg Meerwein an der Hochschule für Musik Karlsruhe fort und legte 1978 dort sein Konzertexamen ab.

## Wirken
1978 bis 1981 war Unertl Solooboist am Nationaltheater Mannheim. 1984 bis 2013 hatte er einen Lehrauftrag am Badischen Konservatorium Karlsruhe. Von 1998 bis 2005 hielt er ebenfalls einen Lehrauftrag an der Staatlichen Hochschule für Musik Karlsruhe inne. Projektbezogene Engagements führten ihn zusammen mit Orchestern wie Züricher Kammerorchester, Kammerorchester Basel, Münchner Kammerorchester, Detmolder Kammerorchester, dem Württembergischen Kammerorchester Heilbronn, der Bayerischen Staatsoper, Opernhaus Frankfurt, Orchestre de la Suisse Romande sowie dem Festspielorchester Bayreuth. Zahlreiche Konzertreisen führten Unertl nach Südamerika, Japan, China, Thailand, England und Russland. Dabei gastierte er auch auf Festivals wie dem Edinburgh Festival, den Bregenzer Festspielen, dem Schleswig-Holstein-Festival, dem Hiroshima Festival, dem Rheingau Musikfestival und den Bayreuth Festspielen. Unertl war außerdem Mitglied der Kammerphilharmonie Karlsruhe.

## Rundfunkaufnahmen
- Johann Sebastian Bach: Messe h-Moll für Soli, gemischen Chor und Orchester BWV 232. Ensemble Musica viva, Oboe d’Amore: Knut Unertl, Dirigent: August Langenbeck. SDR-Mitschnitt des Konzerts vom 26. November 1978 in der Stiftskirche Stuttgart
- Georg Friedrich Händel: Concerto grosso F-Dur op. 3 Nr. 4 HWV 315. Knut Unertl (Oboe), Württembergisches Kammerorchester Heilbronn, Dirigent: Jörg Faerber. SDR-Produktion Villa Berg Stuttgart am 5. Dezember 1979
- Alessandro Marcello: Konzert für Oboe, Streicher und Generalbaß d-Moll. Knut Unertl (Oboe), Ettlinger Kammerorchester, Dirigent: Wolfgang Dick. SDR-Produktion vom 3. März 1980
- Robert Schumann: Drei Romanzen für Oboe und Klaver Op. 94. Knut Unertl (Oboe), Hans Jörg Kalmbach (Klavier). SDR Produktion am 10. Oktober 1978 („Studierende der Karlsruher Musikhochschule spielen im SDR-Studio Karlsruhe“)
- Georg Philipp Telemann: Concerto für 3 Trompeten, 2 Oboen, Pauke, Streicher und Basso Continuo. Knut Unertl (Oboe), Südwestdeutsches Bachorchester, Dirigent: Reinhold Friedrich. Live-Mitschnitt DRadio Benefizkonzert 4. Juli 2010 Kloster Rühn, Mecklenburg-Vorpommern („Grundton D – Konzert und Denkmalschutz für die östlichen Bundesländer“)